# Nálet na Mladou Boleslav
Nálet na Mladou Boleslav provedlo sovětské letectvo ve středu 9. května 1945 kolem 10. hodiny dopolední. Mladá Boleslav se tak stala jedním z více evropských sídel postižených leteckým náletem po 2. světové válce.
Nálet se uskutečnil ve čtyřech vlnách po 5 až 9 strojích Petljakov Pe-2. Byl součástí rozsáhlejší letecké akce, jejímž úkolem bylo zamezit ústupu německé armády do amerického zajetí nálety na dopravní uzly. Vzhledem k tomu, že jednotky německé armády nedodržely podmínky kapitulace a nezastavily se na místě, kde je bezpodmínečná kapitulace zastihla, přikročilo sovětské velení k bombardování i 9. května 1945. Při náletu na Mladou Boleslav zahynulo přibližně 450 lidí. Z toho jsou známa jména pouze 150 obětí. Oběti bylo jak 145 příslušníků české národnosti (z Mladé Boleslavi a blízkého okolí), tak i přibližně 300 příslušníků německé národnosti (civilisti a vojáci). Obětí z řad ostatních národností bylo minimum, a bohužel nebylo zjištěno o jaké konkrétní národnosti se jedná. 
Podle závěrů vyšetřovací komise ustavené 12. května bylo na město svrženo 700 bomb různé tonáže – od 2,5 do 250 kg. Zničeno bylo 32 domů, částečně poškozeno 105 a lehce poškozeno 396 domů. Poničena byla také značná část mladoboleslavské automobilky.